# Campeonato Brasileiro de Basquete Feminino de 2007
O Campeonato Nacional de Basquete Feminino de 2007 (10ª edição) foi um torneio realizado a partir de 23 de novembro de 2007 a 1º de março de 2008 por nove equipes representando quatro estados.

## Participantes
Botafogo, Rio de Janeiro/RJ

 Catanduva, Catanduva/SP

 Florianópolis, Florianópolis/SC

 Fluminense, Rio de Janeiro/RJ

 Ourinhos, Ourinhos/SP

 Santo André, Santo André/SP

 São Bernardo, São Bernardo do Campo/SP

 Sport, Recife/PE

 Teresópolis, Teresópolis/RJ

## Regulamento

### Fórmula de Disputa
O Campeonato Nacional de Basquete Feminino foi disputado por 9 equipes em duas fases:
- Fase Classificatória: As 9 equipes disputaram partidas em um sistema de turno e returno,em que enfrentaram todos os adversários em seu mando de quadra e fora dele.
- Playoffs: As oito equipes classificadas jogaram num sistema mata-mata e a vencedora desses foi declarada Campeã Nacional de Basquete Feminino de 2007. É dividida em 3 partes:
  - Quartas-de-Final: Foi disputada pelas equipes que passaram da primeira fase, seguindo a lógica: (1ª x 8ª); (2ª x 7ª); (3ª x 6ª); (4ª x 5ª).  Estas jogaram partidas em melhor de 5 (jogos), sendo dois mandos de campo para cada e o jogo de desempate, se houvesse, no ginásio da equipe com o melhor índice técnico da Fase Classificatória.
  - Semifinais: Foi disputada pelas equipes que passaram da das quartas-de-final, seguindo a lógica: vencedor A x vencedor D e vencedor B x vencedor C.  Estas jogaram partidas em melhor de 5 (jogos), sendo dois mandos de campo para cada e o jogo de desempate, se houvesse, no ginásio da equipe com o melhor índice técnico da Fase Classificatória.
  - Final: Foi disputada entre as duas equipes vencedoras das Semifinais, em melhor de 5 (jogos), sendo dois mandos de campo para cada e o jogo de desempate, se houvesse, no ginásio da equipe com o melhor índice técnico da Fase Classificatória. A equipe vencedora foi declarada campeã da competição.

### Critérios de Desempate
1º: Confronto Direto

2º: Saldo de cestas dos jogos entre as equipes

3º: Melhor cesta average (Se o empate foi entre duas equipes)

4º: Sorteio

### Pontuação
Vitória: 2 pontos

Derrota: 1 ponto

Não Comparecimento: 0 pontos

## Classificação
| 1 | Colchões Castor/FIO/Unimed/Ourinhos | 31 | 16 | 15 | 1  | 1402 | 937  | 1,49626 | 93,8 |
| 2 | Açúcar Cometa/Unimed/Catanduva      | 30 | 16 | 14 | 2  | 1537 | 996  | 1,54317 | 87,5 |
| 3 | São Bernardo/Metodista/Associação   | 27 | 16 | 11 | 5  | 1282 | 990  | 1,29495 | 68,8 |
| 4 | Santo André                         | 26 | 16 | 10 | 6  | 1136 | 998  | 1,13828 | 62,5 |
| 5 | Sport/Maurício de Nassau            | 25 | 16 | 9  | 7  | 1200 | 1084 | 1,10701 | 56,3 |
| 6 | ADIEE/Florianópolis                 | 21 | 16 | 5  | 11 | 972  | 1131 | 0,85942 | 31,3 |
| 7 | Botafogo                            | 20 | 16 | 4  | 12 | 941  | 1369 | 0,68736 | 25,0 |
| 8 | Fluminense                          | 19 | 16 | 3  | 13 | 981  | 1441 | 0,68078 | 18,8 |
| 9 | Clube Doze/Floripa                  | 17 | 16 | 1  | 15 | 894  | 1399 | 0,63903 | 6,3  |

|  |                                           |
|  | Zona de classificação às Quartas-de-Final |

## Playoffs

### Quartas-de-Final
1ª Rodada
| 21 de janeiro | Ourinhos | 97 - 29 | Fluminense | Ginásio Monstrinho, Ourinhos |
| 21 de janeiro |          |         |            | Ginásio Monstrinho, Ourinhos |

| 21 de janeiro | Santo André | 81 - 73 | Sport | Santo André |
| 21 de janeiro |             |         |       | Santo André |

| 22 de janeiro | Catanduva | 78 - 57 | Botafogo | Catanduva |
| 22 de janeiro |           |         |          | Catanduva |

| 22 de janeiro | São Bernardo | 78 - 57 | Florianópolis | São Bernardo |
| 22 de janeiro |              |         |               | São Bernardo |

2ª Rodada
| 22 de janeiro | Ourinhos | 102 - 32 | Fluminense | Ginásio Monstrinho, Ourinhos |
| 22 de janeiro |          |          |            | Ginásio Monstrinho, Ourinhos |

| 23 de janeiro | Santo André | 74 - 79 | Sport | Santo André |
| 23 de janeiro |             |         |       | Santo André |

| 24 de janeiro | Catanduva | 99 - 64 | Botafogo | Catanduva |
| 24 de janeiro |           |         |          | Catanduva |

| 24 de janeiro | São Bernardo | 79 - 57 | Florianópolis | São Bernardo |
| 24 de janeiro |              |         |               | São Bernardo |

3ª Rodada
| 23 de janeiro | Fluminense | 40 - 121 | Ourinhos | Rio de Janeiro |
| 23 de janeiro |            |          |          | Rio de Janeiro |

| 25 de janeiro | Botafogo | 47 - 97 | Catanduva | Rio de Janeiro |
| 25 de janeiro |          |         |           | Rio de Janeiro |

| 26 de janeiro | Sport | 74 - 68 | Santo André | Ginásio Jorge Maia, Recife |
| 26 de janeiro |       |         |             | Ginásio Jorge Maia, Recife |

| 27 de janeiro | Florianópolis | 55 - 83 | São Bernardo | Florianópolis |
| 27 de janeiro |               |         |              | Florianópolis |

4ª Rodada
| 28 de janeiro | Sport | 70 - 64 | Santo André | Ginásio Jorge Maia, Recife |
| 28 de janeiro |       |         |             | Ginásio Jorge Maia, Recife |

- Ourinhos,  Catanduva,  São Bernardo e  Sport passaram de fase.

### Semifinais
1ª Rodada
| 11 de fevereiro | Ourinhos | 85 - 63 | Sport | Ginásio Monstrinho, Ourinhos |
| 11 de fevereiro |          |         |       | Ginásio Monstrinho, Ourinhos |

| 13 de fevereiro | Catanduva | 108 - 72 | São Bernardo | Catanduva |
| 13 de fevereiro |           |          |              | Catanduva |

2ª Rodada
| 13 de fevereiro | Ourinhos | 89 - 83 | Sport | Ginásio Monstrinho, Ourinhos |
| 13 de fevereiro |          |         |       | Ginásio Monstrinho, Ourinhos |

| 14 de fevereiro | Catanduva | 78 - 76 | São Bernardo | Catanduva |
| 14 de fevereiro |           |         |              | Catanduva |

3ª Rodada
| 16 de fevereiro | Sport | 69 - 71 | Ourinhos | Ginásio Jorge Maia, Recife |
| 16 de fevereiro |       |         |          | Ginásio Jorge Maia, Recife |

| 17 de fevereiro | São Bernardo | 76 - 85 | Catanduva | São Bernardo |
| 17 de fevereiro |              |         |           | São Bernardo |

- Ourinhos e  Catanduva passaram de fase.

### Final
1ª Rodada
| 23 de fevereiro | Ourinhos | 81 - 75 | Catanduva | Ginásio Monstrinho , Ourinhos |
| 23 de fevereiro |          |         |           | Ginásio Monstrinho , Ourinhos |

2ª Rodada
| 26 de fevereiro | Ourinhos | 77 - 81 | Catanduva | Ginásio Monstrinho, Ourinhos |
| 26 de fevereiro |          |         |           | Ginásio Monstrinho, Ourinhos |

3ª Rodada
| 29 de fevereiro | Catanduva | 91 - 84 | Ourinhos | Catanduva |
| 29 de fevereiro |           |         |          | Catanduva |

4ª Rodada
| 1º de março | Catanduva | 68 - 79 | Ourinhos | Catanduva |
| 1º de março |           |         |          | Catanduva |

5ª Rodada
| 3 de março | Ourinhos | 82 - 80 | Catanduva | Ginásio Monstrinho , Ourinhos |
| 3 de março |          |         |           | Ginásio Monstrinho , Ourinhos |

| Campeonato Nacional de Basquete Feminino 2007 |
| --------------------------------------------- |
| Ourinhos Campeão                              |